# 2011-es Copa América
A 2011-es Copa América a 43. kiírása volt a Copa Américának, amely a dél-amerikai válogatottak első számú tornája. A tornát Argentínában július 1. és 24. között rendezték. A csoportok sorsolását 2010. november 11-én tartották. A címvédő a brazil labdarúgó-válogatott.
A győztes Uruguay lett és részvételi jogot szerzett a 2013-as konföderációs kupára. Amennyiben Brazília (a 2013-as konföderációs kupa és a 2014-es labdarúgó-világbajnokság rendezője), Costa Rica, vagy Mexikó nyerte volna a tornát, akkor a legjobb helyezéssel rendelkező CONMEBOL-tagország szerezte volna meg ezt a jogot.
A Dél-amerikai Labdarúgó-szövetséghez tartozó tíz válogatott, illetve két meghívott csapat, Costa Rica és Mexikó vett részt a tornán.
Eredetileg Costa Rica helyett Japán vett volna részt a tornán, és ez még a tóhokui katasztrófa után is így nézett ki. Később a Japán LSZ mégis visszamondta a válogatott részvételét. A földrengés miatt a japán bajnokság is szünetelt, sok mérkőzést a nyárra, a Copa América idejére halasztottak.

## Résztvevők
| - Argentína (házigazda) - Bolívia - Brazília (címvédő) - Chile - Ecuador - Costa Rica (meghívott) | - Kolumbia - Mexikó (meghívott) - Paraguay - Peru - Uruguay - Venezuela |

- Mexikó a 2012. évi nyári olimpiai játékokra készülő csapattal vesz részt, amelyben 5, 23 éven felüli játékos szerepel.[12]
- Japán 2011. április 4-én a márciusi földrengés és szökőár miatt lemondta a részvételt. Április 14-én a japán szövetség úgy döntött, hogy a válogatott mégis indul a tornán.[13] Május közepén azonban ismét, véglegesen lemondták a szereplést.[14] Május 18-án Costa Rica elfogadta a meghívást, így a közép-amerikai csapat helyettesíti a távol-keleti országot.[15]

## Helyszínek
A következő nyolc helyszín ad otthon a tornának:
| Buenos Aires                      | Buenos Aires Córdoba Jujuy La Plata Mendoza Salta Santa Fe San Juan | Mendoza                                    |
| --------------------------------- | ------------------------------------------------------------------- | ------------------------------------------ |
| Estadio Monumental                | Buenos Aires Córdoba Jujuy La Plata Mendoza Salta Santa Fe San Juan | Estadio Malvinas Argentinas                |
| Befogadóképesség: 66 449          | Buenos Aires Córdoba Jujuy La Plata Mendoza Salta Santa Fe San Juan | Befogadóképesség: 48 000                   |
|                                   | Buenos Aires Córdoba Jujuy La Plata Mendoza Salta Santa Fe San Juan |                                            |
| Córdoba                           | Buenos Aires Córdoba Jujuy La Plata Mendoza Salta Santa Fe San Juan | Salta                                      |
| Estadio Olímpico Chateau Carreras | Buenos Aires Córdoba Jujuy La Plata Mendoza Salta Santa Fe San Juan | Estadio Padre Ernesto Martearena           |
| Befogadóképesség: 57 000          | Buenos Aires Córdoba Jujuy La Plata Mendoza Salta Santa Fe San Juan | Befogadóképesség: 20 408                   |
|                                   | Buenos Aires Córdoba Jujuy La Plata Mendoza Salta Santa Fe San Juan |                                            |
| Jujuy                             | Buenos Aires Córdoba Jujuy La Plata Mendoza Salta Santa Fe San Juan | Santa Fe                                   |
| Estadio 23 de Agosto              | Buenos Aires Córdoba Jujuy La Plata Mendoza Salta Santa Fe San Juan | Estadio Brigadier General Estanislao López |
| Befogadóképesség: 24 000          | Buenos Aires Córdoba Jujuy La Plata Mendoza Salta Santa Fe San Juan | Befogadóképesség: 40 000                   |
|                                   | Buenos Aires Córdoba Jujuy La Plata Mendoza Salta Santa Fe San Juan |                                            |
| La Plata                          | Buenos Aires Córdoba Jujuy La Plata Mendoza Salta Santa Fe San Juan | San Juan                                   |
| Estadio Ciudad de La Plata        | Buenos Aires Córdoba Jujuy La Plata Mendoza Salta Santa Fe San Juan | Estadio del Bicentenario                   |
| Befogadóképesség: 53 000          | Buenos Aires Córdoba Jujuy La Plata Mendoza Salta Santa Fe San Juan | Befogadóképesség: 25 000                   |
|                                   | Buenos Aires Córdoba Jujuy La Plata Mendoza Salta Santa Fe San Juan |                                            |

## Sorsolás
A torna sorsolását 2010. november 11-én, helyi idő szerint 17 órakor (UTC–3) tartották La Platában. A CONMEBOL ezt megelőzően október 18-án tette közzé, hogy mely csapatok mely kalapba kerültek.
| 1. kalap                       | 2. kalap                    | 3. kalap                   | 4. kalap                  |
| ------------------------------ | --------------------------- | -------------------------- | ------------------------- |
| Argentína · Brazília · Uruguay | Chile · Kolumbia · Paraguay | Bolívia · Peru · Venezuela | Ecuador · Japán1 · Mexikó |

1. Japán később lemondta a részvételt, helyette Costa Rica szerepel.

## Eredmények
Csoportbeosztás
| A csoport                                   | B csoport                                 | C csoport                       |
| ------------------------------------------- | ----------------------------------------- | ------------------------------- |
| Argentína · Kolumbia · Costa Rica · Bolívia | Brazília · Paraguay · Ecuador · Venezuela | Uruguay · Chile · Mexikó · Peru |

### Csoportkör
A tizenkét résztvevőt három csoportba sorsolták. A csoportok végső sorrendje körmérkőzések után alakult ki. Mindegyik csapat a másik három ellenfelével egy–egy mérkőzést játszott, összesen 6 mérkőzést rendeztek csoportonként. A győzelem három, a döntetlen egy pontot ért. A csoportok első két helyezettje, valamint a két legjobb harmadik helyezettje jutott tovább a negyeddöntőbe, ahonnan egyenes kieséses rendszerben folytatódtak a küzdelmek.
A csoportokban a sorrendet a következők szerint kellett meghatározni:
1. több szerzett pont
2. az összes mérkőzésen elért jobb gólkülönbség
3. az összes mérkőzésen szerzett több gól
4. az érintett csapatok mérkőzésein szerzett több pont
5. sorsolás

| Színmagyarázat                                                                  |
| ------------------------------------------------------------------------------- |
| A csoportok első két helyezettje bejutott a negyeddöntőbe.                      |
| A csoportok legjobb két harmadik helyezettje bejutott a negyeddöntőbe.          |
| A csoportok legrosszabb harmadik helyezettje és a negyedik helyezettek kiestek. |

#### A csoport
| Csapat     | M | Gy | D | V | G+ | G– | Gk | P |
| ---------- | - | -- | - | - | -- | -- | -- | - |
| Kolumbia   | 3 | 2  | 1 | 0 | 3  | 0  | +3 | 7 |
| Argentína  | 3 | 1  | 2 | 0 | 4  | 1  | +3 | 5 |
| Costa Rica | 3 | 1  | 0 | 2 | 2  | 4  | –2 | 3 |
| Bolívia    | 3 | 0  | 1 | 2 | 1  | 5  | −4 | 1 |

| 2011. július 1. 19:15 (UTC–3) |

| Argentína  | 1–1                         | Bolívia      |
| ---------- | --------------------------- | ------------ |
| Agüero 76' | (0–0) Jegyzőkönyv Részletek | Edivaldo 48' |

| Estadio Ciudad de La Plata, La Plata Játékvezető: Roberto Silvera (uruguayi) |

| 2011. július 2. 15:30 (UTC–3) |

| Kolumbia     | 1–0                         | Costa Rica |
| ------------ | --------------------------- | ---------- |
| A. Ramos 44' | (1–0) Jegyzőkönyv Részletek | Brenes 27′ |

| Estadio 23 de Agosto, Jujuy Játékvezető: Enrique Osses (chilei) |

| 2011. július 6. 21:45 (UTC–3) |

| Argentína | 0–0                   | Kolumbia |
| --------- | --------------------- | -------- |
|           | Jegyzőkönyv Részletek |          |

| Estadio Olímpico Chateau Carreras, Córdoba Játékvezető: Sálvio Fagundes (brazil) |

| 2011. július 7. 19:15 (UTC–3) |

| Bolívia                    | 0–2                         | Costa Rica                |
| -------------------------- | --------------------------- | ------------------------- |
| Rivero 65′, 70′ Flores 75′ | (0–0) Jegyzőkönyv Részletek | Martínez 59' Campbell 78' |

| Estadio 23 de Agosto, Jujuy Játékvezető: Carlos Vera (ecuadori) |

| 2011. július 10. 16:00 (UTC–3) |

| Kolumbia                  | 2–0                         | Bolívia |
| ------------------------- | --------------------------- | ------- |
| Falcao 14' 28' (11-esből) | (2–0) Jegyzőkönyv Részletek |         |

| Estadio Brigadier General Estanislao López, Santa Fe Játékvezető: Francisco Chacón (mexikói) |

| 2011. július 11. 21:45 (UTC–3) |

| Argentína                     | 3–0                         | Costa Rica |
| ----------------------------- | --------------------------- | ---------- |
| Agüero 45+1' 52' Di María 63' | (1–0) Jegyzőkönyv Részletek |            |

| Estadio Olímpico Chateau Carreras, Córdoba Játékvezető: Víctor Hugo Rivera (perui) |

#### B csoport
| Csapat    | M | Gy | D | V | G+ | G– | Gk | P |
| --------- | - | -- | - | - | -- | -- | -- | - |
| Brazília  | 3 | 1  | 2 | 0 | 6  | 4  | +2 | 5 |
| Venezuela | 3 | 1  | 2 | 0 | 4  | 3  | +1 | 5 |
| Paraguay  | 3 | 0  | 3 | 0 | 5  | 5  | 0  | 3 |
| Ecuador   | 3 | 0  | 1 | 2 | 2  | 5  | −3 | 1 |

| 2011. július 3. 16:00 (UTC–3) |

| Brazília | 0–0                   | Venezuela |
| -------- | --------------------- | --------- |
|          | Jegyzőkönyv Részletek |           |

| Estadio Ciudad de La Plata, La Plata Játékvezető: Raúl Orosco (bolíviai) |

| 2011. július 3. 18:30 (UTC–3) |

| Paraguay | 0–0                   | Ecuador |
| -------- | --------------------- | ------- |
|          | Jegyzőkönyv Részletek |         |

| Estadio Brigadier General Estanislao López, Santa Fe Játékvezető: Sergio Pezzotta (argentin) |

| 2011. július 9. 16:00 (UTC–3) |

| Brazília            | 2–2                         | Paraguay                        |
| ------------------- | --------------------------- | ------------------------------- |
| Jádson 38' Fred 89' | (1–0) Jegyzőkönyv Részletek | Santa Cruz 54' Haedo Valdez 66' |

| Estadio Olímpico Chateau Carreras, Córdoba Játékvezető: Wilmar Roldán (kolumbiai) |

| 2011. július 9. 18:30 (UTC–3) |

| Venezuela       | 1–0                         | Ecuador |
| --------------- | --------------------------- | ------- |
| C. González 61' | (0–0) Jegyzőkönyv Részletek |         |

| Estadio Padre Ernesto Martearena, Salta Játékvezető: Wálter Quesada (Costa Rica-i) |

| 2011. július 13. 19:15 (UTC–3) |

| Paraguay                            | 3–3                         | Venezuela                        |
| ----------------------------------- | --------------------------- | -------------------------------- |
| Alcaraz 33' Barrios 62' Riveros 85' | (1–1) Jegyzőkönyv Részletek | Rondón 5' Fedor 90' Perozo 90+2' |

| Estadio Padre Ernesto Martearena, Salta Játékvezető: Enrique Osses (chilei) |

| 2011. július 13. 21:45 (UTC–3) |

| Brazília                    | 4–2                         | Ecuador         |
| --------------------------- | --------------------------- | --------------- |
| Pato 27' 60' Neymar 48' 71' | (1–1) Jegyzőkönyv Részletek | Caicedo 37' 58' |

| Estadio Olímpico Chateau Carreras, Córdoba Játékvezető: Roberto Silvera (uruguayi) |

#### C csoport
| Csapat  | M | Gy | D | V | G+ | G– | Gk | P |
| ------- | - | -- | - | - | -- | -- | -- | - |
| Chile   | 3 | 2  | 1 | 0 | 4  | 2  | +2 | 7 |
| Uruguay | 3 | 1  | 2 | 0 | 3  | 2  | +1 | 5 |
| Peru    | 3 | 1  | 1 | 1 | 2  | 2  | 0  | 4 |
| Mexikó  | 3 | 0  | 0 | 3 | 1  | 4  | −3 | 0 |

| 2011. július 4. 19:15 (UTC–3) |

| Uruguay    | 1–1                         | Peru         |
| ---------- | --------------------------- | ------------ |
| Suárez 45' | (1–1) Jegyzőkönyv Részletek | Guerrero 23' |

| Estadio del Bicentenario, San Juan Játékvezető: Wilmar Roldán (kolumbiai) |

| 2011. július 4. 21:45 (UTC–3) |

| Chile                 | 2–1                         | Mexikó     |
| --------------------- | --------------------------- | ---------- |
| Paredes 66' Vidal 72' | (0–1) Jegyzőkönyv Részletek | Araujo 40' |

| Estadio del Bicentenario, San Juan Játékvezető: Juan Soto (venezuelai) |

| 2011. július 8. 19:15 (UTC–3) |

| Uruguay        | 1–1                         | Chile       |
| -------------- | --------------------------- | ----------- |
| A. Pereira 53' | (0–0) Jegyzőkönyv Részletek | Sánchez 64' |

| Estadio Malvinas Argentinas, Mendoza Játékvezető: Carlos Amarilla (paraguayi) |

| 2011. július 8. 21:45 (UTC–3) |

| Peru         | 1–0                         | Mexikó |
| ------------ | --------------------------- | ------ |
| Guerrero 82' | (0–0) Jegyzőkönyv Részletek |        |

| Estadio Malvinas Argentinas, Mendoza Játékvezető: Sergio Pezzotta (argentin) |

| 2011. július 12. 19:15 (UTC–3) |

| Chile                                 | 1–0                         | Peru        |
| ------------------------------------- | --------------------------- | ----------- |
| Carrillo 90+2' (öngól) Beausejour 61′ | (0–0) Jegyzőkönyv Részletek | Carmona 61′ |

| Estadio Malvinas Argentinas, Mendoza Játékvezető: Sálvio Fagundes (brazil) |

| 2011. július 12. 21:45 (UTC–3) |

| Uruguay        | 1–0                         | Mexikó |
| -------------- | --------------------------- | ------ |
| A. Pereira 14' | (1–0) Jegyzőkönyv Részletek |        |

| Estadio Ciudad de La Plata, La Plata Játékvezető: Raúl Orosco (bolíviai) |

#### Harmadik helyezett csapatok sorrendje
A csoportkör végén a csoportharmadikok teljesítménye összehasonlításra kerül. A két legjobb eredménnyel rendelkező harmadik helyezett válogatott bejut a negyeddöntőbe.
| Csoport | Csapat     | M | Gy | D | V | G+ | G– | Gk | P |
| ------- | ---------- | - | -- | - | - | -- | -- | -- | - |
| C       | Peru       | 3 | 1  | 1 | 1 | 2  | 2  | 0  | 4 |
| B       | Paraguay   | 3 | 0  | 3 | 0 | 5  | 5  | 0  | 3 |
| A       | Costa Rica | 3 | 1  | 0 | 2 | 2  | 4  | –2 | 3 |

### Egyenes kieséses szakasz
|  |              |              |              |            |       |           |            |            |               |               |               |       |       |
|  | Negyeddöntők | Negyeddöntők | Negyeddöntők |            |       | Elődöntők | Elődöntők  | Elődöntők  |               |               | Döntő         | Döntő | Döntő |
|  | Negyeddöntők | Negyeddöntők | Negyeddöntők |            |       | Elődöntők | Elődöntők  | Elődöntők  |               |               | Döntő         | Döntő | Döntő |
|  | július 16.   |              |              |            |       |           |            |            |               |               |               |       |       |
|  |              |              |              |            |       |           |            |            |               |               |               |       |       |
|  | Kolumbia     | Kolumbia     | 0            |            |       |           |            |            |               |               |               |       |       |
|  | Kolumbia     | Kolumbia     | 0            | július 19. |       |           |            |            |               |               |               |       |       |
|  | Peru         | Peru         | 2            |            |       |           |            |            |               |               |               |       |       |
|  | Peru         | Peru         | 2            |            |       | Peru      | Peru       | 0          |               |               |               |       |       |
|  | július 16.   |              |              |            |       | Peru      | Peru       | 0          |               |               |               |       |       |
|  |              |              | Uruguay      | Uruguay    | 2     |           |            |            |               |               |               |       |       |
|  | Argentína    | Argentína    | Uruguay      | Uruguay    | 2     | 1 (4)     |            |            |               |               |               |       |       |
|  | Argentína    | Argentína    |              |            |       | 1 (4)     | július 24. |            |               |               |               |       |       |
|  | Uruguay      | Uruguay      | 1 (5)        |            |       |           |            |            |               |               |               |       |       |
|  | Uruguay      | Uruguay      | 1 (5)        |            |       | Uruguay   | Uruguay    | 3          |               |               |               |       |       |
|  | július 17.   |              |              |            |       | Uruguay   | Uruguay    | 3          |               |               |               |       |       |
|  |              |              | Paraguay     | Paraguay   | 0     |           |            |            |               |               |               |       |       |
|  | Brazília     | Brazília     | Paraguay     | Paraguay   | 0     | 0 (0)     |            |            |               |               |               |       |       |
|  | Brazília     | Brazília     | július 20.   |            |       | 0 (0)     |            |            |               |               |               |       |       |
|  | Paraguay     | Paraguay     | 0 (2)        |            |       |           |            |            |               |               |               |       |       |
|  | Paraguay     | Paraguay     | 0 (2)        |            |       | Paraguay  | Paraguay   | 0 (5)      | Bronzmérkőzés | Bronzmérkőzés | Bronzmérkőzés |       |       |
|  | július 17.   |              |              |            |       | Paraguay  | Paraguay   | 0 (5)      | Bronzmérkőzés | Bronzmérkőzés | Bronzmérkőzés |       |       |
|  |              |              | Venezuela    | Venezuela  | 0 (3) |           |            | július 23. | július 23.    | július 23.    |               |       |       |
|  | Chile        | Chile        | Venezuela    | Venezuela  | 0 (3) | 1         |            | július 23. | július 23.    | július 23.    |               |       |       |
|  | Chile        | Chile        |              |            |       |           |            | Peru       | Peru          | 4             |               |       |       |
|  | Venezuela    | Venezuela    | 2            |            |       |           |            | Peru       | Peru          | 4             |               |       |       |
|  | Venezuela    | Venezuela    | 2            |            |       | Venezuela | Venezuela  | 1          |               |               |               |       |       |
|  |              |              |              |            |       | Venezuela | Venezuela  | 1          |               |               |               |       |       |

#### Negyeddöntők
| 2011. július 16. 16:00 (UTC–3) |

| Kolumbia | 0–2 (h. u.)                           | Peru                     |
| -------- | ------------------------------------- | ------------------------ |
|          | (0–0, 0–0, 0–1) Jegyzőkönyv Részletek | Lobatón 101' Vargas 111' |

| Estadio Olímpico Chateau Carreras, Córdoba Játékvezető: Francisco Chacón (mexikói) |

| 2011. július 16. 19:15 (UTC–3) |

| Argentína                            | 1–1 (h. u.)                           | Uruguay                              |
| ------------------------------------ | ------------------------------------- | ------------------------------------ |
| Higuaín 17' Mascherano 50′, 87′      | (1–1, 1–1, 1–1) Jegyzőkönyv Részletek | D. Pérez 5' D. Pérez 2′, 38′         |
| Büntetőpárbaj                        |                                       |                                      |
| Messi Burdisso Tévez Pastore Higuaín | 4–5                                   | Forlán Suárez Scotti Gargano Cáceres |

| Estadio Brigadier General Estanislao López, Santa Fe Játékvezető: Carlos Amarilla (paraguayi) |

| 2011. július 17. 16:00 (UTC–3) |

| Brazília                             | 0–0 (h. u.)           | Paraguay                     |
| ------------------------------------ | --------------------- | ---------------------------- |
| Leiva 103′                           | Jegyzőkönyv Részletek | Alcaraz 103′                 |
| Büntetőpárbaj                        |                       |                              |
| Elano Thiago Silva André Santos Fred | 0–2                   | Barreto Estigarribia Riveros |

| Estadio Ciudad de La Plata, La Plata Játékvezető: Sergio Pezzotta (argentin) |

| 2011. július 17. 19:15 (UTC–3) |

| Chile                    | 1–2                         | Venezuela                                |
| ------------------------ | --------------------------- | ---------------------------------------- |
| Suazo 69' Medel 40′, 82′ | (0–1) Jegyzőkönyv Részletek | Vizcarrondo 34' Cichero 80' Rincón 90+3′ |

| Estadio del Bicentenario, San Juan Játékvezető: Carlos Vera (ecuadori) |

#### Elődöntők
| 2011. július 19. 21:45 (UTC–3) |

| Peru       | 0–2                         | Uruguay        |
| ---------- | --------------------------- | -------------- |
| Vargas 68′ | (0–0) Jegyzőkönyv Részletek | Suárez 52' 57' |

| Estadio Ciudad de La Plata, La Plata Játékvezető: Raúl Orosco (bolíviai) |

| 2011. július 20. 21:45 (UTC–3) |

| Paraguay                                | 0–0 (h. u.)           | Venezuela                  |
| --------------------------------------- | --------------------- | -------------------------- |
| Santana 78′, 102′                       | Jegyzőkönyv Részletek |                            |
| Büntetőpárbaj                           |                       |                            |
| Ortigoza Barrios Riveros Martínez Verón | 5–3                   | Maldonado Rey Lucena Fedor |

| Estadio Malvinas Argentinas, Mendoza Játékvezető: Francisco Chacón (mexikói) |

#### Bronzmérkőzés
| 2011. július 23. 16:00 (UTC–3) |

| Peru                                | 4–1                         | Venezuela             |
| ----------------------------------- | --------------------------- | --------------------- |
| Chiroque 41' Guerrero 63' 89' 90+2' | (1–0) Jegyzőkönyv Részletek | Arango 77' Rincón 58′ |

| Estadio Ciudad de La Plata, La Plata Játékvezető: Wilmar Roldán (kolumbiai) |

#### Döntő
| 2011. július 24. 16:00 (UTC–3) |

| Uruguay                   | 3–0               | Paraguay |
| ------------------------- | ----------------- | -------- |
| Suárez 12' Forlán 41' 89' | (2–0) Jegyzőkönyv |          |

| Estadio Monumental, Buenos Aires Játékvezető: Sálvio Fagundes (brazil) |

| A 2011-es Copa América győztese |
| ------------------------------- |
| URUGUAY 15. cím                 |

### Gólszerzők
5 gólos
- Paolo Guerrero

4 gólos
- Luis Suárez

3 gólos
- Sergio Agüero

2 gólos
| - Neymar - Alexandre Pato | - Radamel Falcao - Felipe Caicedo | - Álvaro Pereira - Diego Forlán |

1 gólos
| - Ángel di María - Gonzalo Higuaín - Edivaldo Rojas - Fred - Jádson - Esteban Paredes - Alexis Sánchez - Humberto Suazo - Arturo Vidal - Adrián Ramos | - Joel Campbell - Josué Martínez - Néstor Araujo - Antolín Alcaraz - Lucas Barrios - Nelson Haedo Valdez - Christian Riveros - Roque Santa Cruz - Carlos Lobatón | - Juan Manuel Vargas - William Chiroque - Diego Pérez - Gabriel Cichero - Nicolás Fedor - César González - Grenddy Perozo - Salomón Rondón - Oswaldo Vizcarrondo - Juan Arango |

1 öngólos
- André Carrillo (Chile ellen)

### Végeredmény
Az első négy helyezett utáni sorrend nem tekinthető hivatalosnak, mivel ezekért a helyekért nem játszottak mérkőzéseket. E helyezések meghatározásához az alábbiak lettek figyelembe véve:
1. több szerzett pont (a 11-esekkel eldöntött találkozók a hosszabbítást követő eredménnyel, döntetlenként vannak feltüntetve)
2. jobb gólkülönbség
3. több szerzett gól

A hazai csapat eltérő háttérszínnel kiemelve.
| Helyezés | Csapat     | M | Gy | D | V | G+ | G– | Gk | P  |  |
| -------- | ---------- | - | -- | - | - | -- | -- | -- | -- |  |
| Arany    | Uruguay    | 6 | 3  | 3 | 0 | 9  | 3  | +6 | 12 |  |
| Ezüst    | Paraguay   | 6 | 0  | 5 | 1 | 5  | 8  | –3 | 5  |  |
| Bronz    | Peru       | 6 | 3  | 1 | 2 | 8  | 5  | +3 | 10 |  |
| 4.       | Venezuela  | 6 | 2  | 3 | 1 | 7  | 8  | –1 | 9  |  |
|          |            |   |    |   |   |    |    |    |    |  |
| 5.       | Chile      | 4 | 2  | 1 | 1 | 5  | 4  | +1 | 7  |  |
| 6.       | Kolumbia   | 4 | 2  | 1 | 1 | 3  | 2  | +1 | 7  |  |
| 7.       | Argentína  | 4 | 1  | 3 | 0 | 5  | 2  | +3 | 6  |  |
| 8.       | Brazília   | 4 | 1  | 3 | 0 | 6  | 4  | +2 | 6  |  |
|          |            |   |    |   |   |    |    |    |    |  |
| 9.       | Costa Rica | 3 | 1  | 0 | 2 | 2  | 4  | –2 | 3  |  |
| 10.      | Ecuador    | 3 | 0  | 1 | 2 | 2  | 5  | –3 | 1  |  |
| 11.      | Bolívia    | 3 | 0  | 1 | 2 | 1  | 5  | −4 | 1  |  |
| 12.      | Mexikó     | 3 | 0  | 0 | 3 | 1  | 4  | −3 | 0  |  |